# Туркенівка (заказник)
Турке́нівка — ландшафтний заказник місцевого значення в Україні. Розташований у межах Парафіївської селищної громади Прилуцького району Чернігівської області, на південний захід від села Світанок.
Площа 550 га. Статус присвоєно згідно з рішенням Чернігівського облвиконкому від 27.04.1964 року № 236; від 10.06.1972 року № 303; від 04.12.1978 року № 529; від 27.12.1984 року № 454; від 28.08.1989 року № 164. Перебуває у віданні ДП «Прилуцьке лісове господарство» (Жадьківське л-во, кв. 85-94).
Статус присвоєно для збереження лісового масиву з цінними насадженнями дуба; є кілька ділянок з насадженнями сосни.